# Les Amoureux (film, 1956)
Pour les articles homonymes, voir Les Amoureux.
Pour plus de détails, voir Fiche technique et Distribution.
Les Amoureux (Gli innamorati) est un film franco-italien réalisé par Mauro Bolognini et sorti en 1956.

## Synopsis
Les chassé-croisés amoureux de jeunes gens dans un quartier populaire de Rome.

## Fiche technique
- Titre original : Gli innamorati
- Titre français : Les Amoureux
- Réalisation : Mauro Bolognini
- Scénario : Mauro Bolognini, Pasquale Festa Campanile, Massimo Franciosa et Giuseppe Mangione
- Musique : Carlo Rustichelli
- Direction artistique : Amelio Grugnola
- Photographie : Massimo Sallusti
- Montage : Otello Colangeli
- Production : Alessandro Jacovoni
- Sociétés de production : Alessandro Iacovoni Produzione Cinematografica (Italie), Films Metzger et Woog (France)
- Sociétés de distribution : J. Arthur Rank Film Distributors (Italie), Gamma Film (France)
- Pays d'origine :  Italie
- Langue : Italien
- Format : Noir et blanc - 35 mm - 1,37:1 - son mono (Western Electric Recording)
- Genre : Comédie
- Durée: 90 minutes (1 h 30)
- Dates de sortie : 
  - Italie : 27 janvier 1956
  - France : 6 juillet 1956

## Distribution
- Antonella Lualdi : Adriana Latini
- Franco Interlenghi : Franco
- Gino Cervi : Cesare
- Cosetta Greco : Ines
- Sergio Raimondi : Nando Latini
- Valeria Moriconi : Marisa
- Nino Manfredi : Otello
- Nadia Bianchi : Alba Del Bosco
- Oscar Blando : Gratta
- Decimo Cristiani : Luciano
- Nino Marino : Aldo
- Alessandra Panaro : Marcella
- Gigi Reder : Annibale
- Toni Ucci : le présentateur
- Giancarlo Zarfati : Gnappetta
- Guido Alberti : Signor Alberto

## Récompenses et distinctions
Le film a été présenté en sélection officielle en compétition au Festival de Cannes 1956.